# Denilson Alves Borges
Denilson Alves Borges (nacido el 23 de marzo de 2001), conocido simplemente como Denilson, es un futbolista brasileño que juega de centrocampista y su equipo actual es Cuiabá de la Serie B de Brasil.

## Trayectoria
Denilson se unió a la cantera del Flamengo en 2018, procedente del Itapirense. Dejó el club a fines de 2019 y posteriormente se unió al Atlético Mineiro.
En junio de 2021, se trasladó a Bangu en la Série D. Hizo su debut absoluto el 5 de junio al ser titular en una derrota en casa por 2-1 contra Santo André, y marcó su primer gol el 31 de julio en un empate 1-1 contra Portuguesa.
El 18 de octubre de 2021, Denilson renovó su contrato con Bangu hasta 2025. El 14 de marzo siguiente, fue cedido al Cuiabá de la Serie A hasta abril de 2023.
Hizo su debut en la máxima categoría el 7 de agosto de 2022, entrando como suplente de último momento de Rafael Gava en una derrota por 1-0 como visitante contra el Fluminense. El 4 de enero del año siguiente, firmó un contrato permanente por cinco años con Cuiabá, después de que el club pagara R$ 320.000 por el 60% de sus derechos económicos.

## Vida personal
Su hermano menor, Denis, también es futbolista y juega en el Portuguesa.

## Estadísticas
Actualizado al último partido disputado el 28 de julio de 2024
| Club                | Temporada           | Liga                | Liga | Liga  | Liga Estatal | Liga Estatal | Copa | Copa  | Continental | Continental | Otros | Otros | Total | Total |
| Club                | Temporada           | División            | PJ   | Goles | PJ           | Goles        | PJ   | Goles | PJ          | Goles       | PJ    | Goles | PJ    | Goles |
| ------------------- | ------------------- | ------------------- | ---- | ----- | ------------ | ------------ | ---- | ----- | ----------- | ----------- | ----- | ----- | ----- | ----- |
| Bangu               | 2021                | Série D             | 15   | 1     | —            | —            | —    | —     | —           | —           | 2     | 0     | 17    | 1     |
| Bangu               | 2022                | Carioca             | —    | —     | 11           | 1            | —    | —     | —           | —           | —     | —     | 11    | 1     |
| Bangu               | Total               | Total               | 15   | 1     | 11           | 1            | —    | —     | —           | —           | 2     | 0     | 28    | 2     |
| Cuiabá              | 2022                | Série A             | 12   | 0     | —            | —            | —    | —     | —           | —           | 0     | 0     | 12    | 0     |
| Cuiabá              | 2023                | Série A             | 33   | 1     | 8            | 1            | 1    | 0     | —           | —           | 4     | 0     | 46    | 2     |
| Cuiabá              | 2024                | Série A             | 16   | 0     | 3            | 0            | 2    | 0     | 5           | 0           | 2     | 0     | 28    | 0     |
| Cuiabá              | Total               | Total               | 61   | 1     | 11           | 1            | 3    | 0     | 5           | 0           | 6     | 0     | 86    | 2     |
| Total en la carrera | Total en la carrera | Total en la carrera | 76   | 2     | 22           | 2            | 3    | 0     | 5           | 0           | 8     | 0     | 114   | 4     |

1. ↑  Participación en la Copa Rio
2. ↑  Participación en la Copa Verde
3. ↑  Participación en la Copa Sudamericana

## Palmarés

### Campeonatos nacionales
| Título                              | Club   | País   | Año  |
| ----------------------------------- | ------ | ------ | ---- |
| Campeonato Brasileiro de Aspirantes | Cuiabá | Brasil | 2022 |
| Campeonato Matogrossense            | Cuiabá | Brasil | 2023 |